# Marchar o morir
Marchar o morir es un largometraje de 1977 dirigido por Dick Richards y protagonizado por Gene Hackman, Terence Hill, Catherine Deneuve, Max von Sydow e Ian Holm. El argumento gira en torno a un destacamento de la Legión Extranjera Francesa enviado a Marruecos para proteger a un equipo de arqueólogos del ataque de los beduinos.

## Argumento
Tras el final de la Primera Guerra Mundial, el mayor Foster regresa a Francia donde le asignan la misión de ponerse al mando de un destacamento de la Legión Extranjera, formado en su mayoría por convictos y delincuentes, con la misión de proteger en Marruecos a un equipo de arqueólogos que están realizando unas excavaciones en un lugar considerado sagrado por las tribus beduinas de la zona.

## Localizaciones
La película fue rodada en su mayor parte en Marruecos y Almería. Concretamente el rodaje almeriense tuvo lugar en el desierto de Tabernas, donde se reutilizaron los decorados construidos años atrás para El Cóndor.